# Elijah Williams
Pour les articles homonymes, voir Williams.
Elijah Williams est un joueur d'échecs britannique né le 7 novembre 1809 à Bristol et mort de l'épidémie de choléra de Broad Street le 8 septembre 1854 à Londres.
Lors du premier tournoi international disputé à Londres en 1851, il finit à la troisième place après avoir battu Johann Löwenthal au premier tour (huitième de finale), James Mucklow au deuxième tour (quart de finale), puis perdu contre Marmaduke Wyvill en demi-finale et battu Howard Staunton lors du match de classement pour la troisième place. Howard Staunton lui reprocha de réfléchir pendant plus d'une heure pour jouer un coup pendant ses matchs.